# Kuwejt na Letnich Igrzyskach Olimpijskich 2004
Kuwejt na Letnich Igrzyskach Olimpijskich 2004 reprezentowało 11 zawodników (10 mężczyzn, 1 kobieta). Był to 10 start reprezentacji Kuwejtu na letnich igrzyskach olimpijskich.

## Skład kadry

### Judo
Mężczyźni
- Majid Sultan – kategoria powyżej 100 kg – odpadł w eliminacjach

### Lekkoatletyka
Mężczyźni
- Fawzi Al Shammari – bieg na 400 m – odpadł w eliminacjach,
- Mohamed Al–Azemi – bieg na 800 m – odpadł w eliminacjach,
- Bashar Omar – bieg na 3000 m z przeszkodami – odpadł w eliminacjach,
- Ali Mohamed Al–Zinkawi – rzut młotem – odpadł w eliminacjach (30. miejsce)

Kobiety
- Danah Al–Nasrallah – bieg na 100 m – odpadła w eliminacjach

### Strzelectwo
Mężczyźni
- Khaled Al–Mudhaf – trap – 6. miejsce,
- Naser Al–Meqlad – trap – 14. miejsce,
- Fehaid Aldeehani – podwójny trap – 8. miejsce,
- Mashfi Al–Mutairi – podwójny trap – 12. miejsce,
- Abdullah Al–Rashidi – skeet – 8. miejsce